# Auburn (Virginia Occidental)
Auburn es un pueblo ubicado en el condado de Ritchie en el estado estadounidense de Virginia Occidental. En el Censo de 2010 tenía una población de 97 habitantes y una densidad poblacional de 111,8 personas por km².

## Geografía
Auburn se encuentra ubicado en las coordenadas 39°5′46″N 80°51′23″O / 39.09611, -80.85639. Según la Oficina del Censo de los Estados Unidos, Auburn tiene una superficie total de 0.87 km², de la cual 0.87 km² corresponden a tierra firme y (0%) 0 km² es agua.

## Demografía
Según el censo de 2010, había 97 personas residiendo en Auburn. La densidad de población era de 111,8 hab./km². De los 97 habitantes, Auburn estaba compuesto por el 100% blancos, el 0% eran afroamericanos, el 0% eran amerindios, el 0% eran asiáticos, el 0% eran isleños del Pacífico, el 0% eran de otras razas y el 0% pertenecían a dos o más razas. Del total de la población el 0% eran hispanos o latinos de cualquier raza.